# Ángel María Villar
Pour les articles homonymes, voir Villar (nom de famille).
Ángel María Villar est un footballeur espagnol né le 21 janvier 1950 à Bilbao. Il évoluait au poste de milieu de terrain. Il a été président par intérim de l'UEFA du 8 octobre 2015 à la suite de la suspension de Michel Platini, jusqu'à l'élection d'Aleksander Ceferin en 2016.

## Biographie
Vainqueur de la Coupe d'Espagne de football en 1973 avec l'Athletic Club de Bilbao, Ángel María Villar prend sa retraite sportive en 1981.
En 1988, il prend la tête de la Fédération royale espagnole de football.
En 1992, il est élu vice-président de l'Union des associations européennes de football (UEFA) puis de la Fédération internationale de football association (FIFA) en 2000. En cette qualité, il devient le 8 octobre 2015 président intérimaire de l'UEFA, en remplacement de Michel Platini, suspendu de toute activité en relation avec le football par la Commission d'éthique de la FIFA.

## Affaire judiciaire de 2017
Ángel María Villar, en sa qualité de président de la Fédération espagnole de football (RFEF), est accusé d'avoir commis des abus de confiance et des détournements. Il est arrêté le 18 juillet 2017 et placé en garde à vue. Le 1er août 2017, il est libéré sous caution de 300 000 euros. 

## Carrière
- 1971-1981 : Athletic Bilbao  Espagne

## Palmarès
- 22 sélections et 3 buts avec l'Espagne entre 1973 et 1979
- Finaliste de la Coupe de l'UEFA en 1977
- Vainqueur de la Coupe d'Espagne en 1973
- Finaliste de la Coupe d'Espagne en 1977